# Simlinge socken
Simlinge socken i Skåne ingick i Vemmenhögs härad, uppgick 1967 i Trelleborgs stad och området ingår sedan 1971 i Trelleborgs kommun och motsvarar från 2016 Simlinge distrikt.
Socknens areal är 6,70 kvadratkilometer varav 6,67 land. År 2000 fanns här 141 invånare.  Kyrkbyn Simlinge med sockenkyrkan Simlinge kyrka ligger i socknen. 

## Administrativ historik
Socknen har medeltida ursprung. 
Vid kommunreformen 1862 övergick socknens ansvar för de kyrkliga frågorna till Simlinge församling och för de borgerliga frågorna bildades Simlinge landskommun. Landskommunen uppgick 1952 i Klagstorps landskommun och överfördes 1955 till Gislövs landskommun som uppgick 1967 i Trelleborgs stad som ombildades 1971 till Trelleborgs kommun. Församlingen uppgick 2002 i Dalköpinge församling.
1 januari 2016 inrättades distriktet Simlinge, med samma omfattning som församlingen hade 1999/2000.  
Socknen har tillhört län, fögderier, tingslag och domsagor enligt vad som beskrivs i artikeln Vemmenhögs härad. De indelta soldaterna tillhörde Södra skånska infanteriregementet, Vemmenhögs kompani och Skånska dragonregementet, Vemmenhögs skvadron, Haglösa kompani.

## Geografi
Simlinge socken ligger öster om Trelleborg. Socknen är en odlad slättbygd på Söderslätt.

## Fornlämningar
Från stenåldern finns cirka 15 boplatser. 

## Namnet
Namnet skrevs 1359 Symblinghä och kommer från kyrkbyn. Efterleden innehåller inbyggarbeteckningen (l)inge. Förleden kan innehålla sim, sumpig, dyig mark'..